# Българско неделно училище „Св. св. Кирил и Методий“ (Монреал)
БНУ „Св. св. Кирил и Методий“ е училище на българската общност в Монреал, Канада. Директор на училището е Ива Беличка. Във всички класове се обучават около 80 деца.
Към училището функционира и българска библиотека, която наброява над 600 тома.

## История
Училището се открива на 3 март 2002 година. Първата учебна 2002/2003 година на българското училище се открива с 45 деца.

## Обучение
Учениците в българското училище са на възраст между 4 и 18 години. Те са разпределени по групи, в зависимост от възрастта и знанията им по български език.
Учебният материал включва програми, учебници и материали от българската образователна система.
Основните предмети, които се изучават, са: български език, българска литература, история, география, математика. Допълнителни занимания за деца и възрастни са: модерни танци, български народни танци, вокален хор, рисуване.